# Зараево
Зара̀ево е село в Североизточна България. То се намира в община Попово, област Търговище.

## География
Селото се намира на около 11 км северно от град Попово, на пътя за град Русе през село Садина. Разположено е върху последните разклонения на Сакар балкан, известни под общото название Поповски възвишения, на 351 м надморска височина. Намира се в подножието на няколко хълма. На юг от селото тече река Черни Лом. Землището му граничи с тези на селата: Садина, Козица, Ломци, Дриново, Кардам и Гагово и с това на град Опака. Асфалтирано шосе го свързва с град Попово и село Садина, а черни пътища го свързват със съседните села. До село Козица също има асфалтов път. Състои се от следните четири махали: Горната махала, Теке махала, Крачол махала и Моти кьой махала.

## Кратка историческа справка
Според старо предание в далечното минало селото се състояло от две отделни първоначално български селища, разделени от един дол, обрасъл с дъбова гора, на 1 км разстояние едно от друго – Кара Хасан и Моти (Мути) кьой. Кара Хасан кьой били по-старото село и се споменава в османо-турски данъчни документи от 1585 и 1676 г. Малко след Освобождението двете села били обединени в едно и на 19 ноември 1882 г. новото село получили името Зараево в памет на жертвите, които 140-и Зарайски пехотен полк дава в кръвопролитното сражение при село Карахасанкьой по време на освободителната война.
Около 1728 – 1750 г. гората между двете села била изсечена и заселена от семейства българи – балканджии, дошли от селата Боженци и Скорците (Габровско), Мръзеците (Тревненско), Килифарево (Търновско) и от селцата и махалите около град Елена. До Освободителната война българите и турците в двете села били наравно – по около 110 къщи.
Около 1806 – 1812 г. двете турски махали заедно със землището с ферман били дадени за владение на Кючук Ахмед бей от село Марчино (Кючук), който направил голям ясак и имал нужда от много работна ръка за имотите си, която си осигурявало от българското население.
По време на Кримската война в селото избухнала холера и жителите му били принудени временно да го напуснат до отшумяването на болестта, като си направили землянки в местността Балканската чешма, а между 1865 и 1875 г. в селото били заселени черкези и татари. Някои от татарите, които били работливи и спокойни хора, за разлика от черкезите, останали да живеят в селото.
Още преди Освобождението българското население имало свое училище от 1845 г., а след края на войната те станали две. Първата известна църква на селото била построена през 1863 г., носеща името на Св. Архангел Михаил, но по време на сраженията през 1877 г. била ограбена и изгорена и отново построена от камък от жителите на селото през 1881 г.
По време на Освободителната война главните сили на 140-и Зарайски полк (от град Зарайск, Московска област) и части от Маршански полк били концентрирани при село Зараево в местността Текето. В местността Лещака на 18 август 1877 г. целия Зарайски полк бил унищожен (384 жертви) в неравен бой с 60-хилядна турска войска, предвождана от Кел Хасан паша от Шумен, която настъпила от три страни в гърба на руснаците откъм село Садина.
Най-новите заселници в село Зараево са помаците от Благоевградско, Пазарджишко и Кърджалийско, дошли за пръв път в селото през 1971 г., които вече преобладават над останалото българско и турско население и се препитават основно с животновъдство и по-малко със земеделие.
Днес селото е едно от малкото поповски села, в които има много млади хора, пълно с ученици училище, а жителите му разполагат дори и с кабелна телевизия.
В селото има шивашки цехове, в които работят много от зараевските жени, а голяма част от работоспособното мъжко население се занимава със строителство по строителните обекти в големите градове и курорти.

## Религии
- Мюсюлманска;
- Християнска – (източноправославна);

- В миналото в местността Текето е имало малък параклис на светец, чиято памет се е тачела от населението, както от мюсюлмани, така и от християни. Текето е наричано от мюсюлманите – Масар паша, а от християните – Свети Димитър;

## Обществени институции
- Кметство;
- Поща;
- Народно читалище „Христо Ботев“ с Школа по изобразително изкуство, Кръжок по художествено слово и Състав за модерни танци „Магия“;
- Основно училище „Св. св. Кирил и Методий“;
- Целодневна детска градина;
- Църковно настоятелство;
- Джамийско настоятелство;

## Културни и природни забележителности
- В землището на селото има запазени множество следи от далечни епохи: селищни могили, антични и средновековни селища, могили и могилни некрополи и др. В него са намирани в близкото минало и многобройни предмети и монети от различните епохи;
- Възрожденски православен храм „Свети Архангел Михаил“ от 1881 г.;
- Руски паметник (братска могила), посветен на загиналите руски войници от Зарайски и Моршански полкове на 18 август 1877 г. в сражението при селото;
- Мемориал на загиналите местни септемврийци, участвали във въстанието от 1923 г., разположен в парка на селото;

## Редовни събития
- 3 март – Ежегодна среща с гости от град Зарайск, посветена в памет на загиналите руски войници от Зарайския полк през 1877 г. при селото.

## Личности
- Малчо Николов – български литературен критик, учител и инспектор в Министерството на народното просвещение, автор на учебници по литература. Работи като учител в основното училище в с. Зараево през 1905-1908 г., а в учебната 1907-1908 г. преподава и в съседното селище с. Козица.